# Larsenova hra
Larsen-Simaginova hra (či jen Larsenova hra, A01) je šachové zahájení charakterizované tahem 1. b3. Hru pozvedl na úroveň celosvětové elity dánský velmistr Bent Larsen, který byl inspirován zakladatelem tzv. hypermoderní školy Nimcovičem. Ten často používal ve svých partiích výstavbu 1. Jf3 a 2. b3. V současné době se příliš nepoužívá. U tohoto zahájení jsou obvyklé přechody do jiných, nejčastěji do anglické hry a do Rétiho hry.

## Hlavní varianty
Černý má obrovskou řadu možností odpovědi, nejčastěji jsou užívané tyto tahy:
- 1…e5 (nejoblíbenější a nejpřirozenější odpověď, která zabírá prostor v centru a omezuje dosah bílého střelce na b2), 2. Sb2 Jc6
- 1…d5
- 1…Jf6
- 1..c5[1]